# Baby, I'm Jealous
"Baby, I'm Jealous" é uma canção da cantora norte-americana Bebe Rexha, gravada para seu segundo álbum de estúdio, Better Mistakes (2021). Conta com participação da rapper norte-americana Doja Cat. Foi lançada pela Warner Records como primeiro single do álbum em 9 de outubro de 2020.

## Antecedentes e produção
Bebe confirmou o nome da música e cantou um pouco da letra em uma live no Instagram em 6 de maio de 2020. Em 23 de setembro de 2020, a canção foi registrada no Shazam e foi revelado que era uma colaboração com Doja Cat. Nos dias 23 e 24 de setembro, Bebe e Doja Cat estiveram em um set para gravação do clipe, Nikita Dragun também esteve no set. Bebe rapidamente confirmou a gravação do clipe em seu Twitter e que seria dirigido por Hannah Lux Davis, mas em seguida deletou o post.
Em 26 de setembro, Bebe alterou o canvas das faixas 1 à 13 de seu álbum Expectations no Spotify, onde cada faixa exibia um canvas com uma letra. Em sequência, os 13 canvas formavam as palavras "Baby I'm Jealous". Em 27 de setembro, Bebe tweetou que outubro estava chegando e um fã sugeriu que o mês teria o lançamento de "Baby, I'm Jealous". No mesmo dia, Bebe tweetou "Waist trainer for a tinier waste cause I can’t help if I like the way food tastes..." e confirmou que era letra de alguma de suas músicas novas após curtir tweets de fãs perguntando.
Em 1º de outubro, uma foto dos bastidores do clipe vazou mostrando que Bebe e Doja estavam com Avani Gregg, Nikita Dragun e Charli D'Amelio. Em 4 de outubro, a Apple Music revelou que a canção seria lançada em 9 de outubro. Em seguida, Rexha postou nas redes sociais que faria um "anúncio especial". No dia seguinte, ela anunciou o lançamento com a capa e o link para pre-salvar o single. Um remix com a cantora dominicana Natti Natasha foi lançado em 27 de novembro. Uma versão stripped para a canção foi lançada em 11 de dezembro, esta é a primeira versão stripped lançada por Bebe.

## Recepção critica
Mike Wass do Idolator diz que em "Baby, I'm Jealous", Bebe está "jogando" no estrondo da música enquanto Doja não "jogando este jogo". Ele continua dizendo que a música é o tipo que fica grudado em sua cabeça desde a primeira vez que ouve e que a letra pode gerar vários memes, que de acordo com ele, ambos pontos indicam que é uma grande música.

## Videoclipe
O videoclipe para a canção foi gravado em setembro de 2020. O clipe da canção foi dirigido por Hannah Lux Davis e tem participações de Nikita Dragun, Charli D'Amelio e Avani Gregg. Foi lançado no mesmo dia da canção.

## Apresentações ao vivo
Rexha e Cat apresentaram a canção pela primeira vez no The Tonight Show Starring Jimmy Fallon em 19 de outubro de 2020. Bebe e Doja vieram a performar novamente em 22 de novembro de 2020 no American Music Awards de 2020. Em 26 de novembro de 2020, Bebe performou a música sozinha na 94ª Parada Anual do Dia de Ação de Graças de Macy. Em 4 de dezembro de 2020, Bebe performou a versão stripped da música no Good Morning America.

## Faixas e formatos
| Download digital & streaming |                                    |         |  |
| N.º                          | Título                             | Duração |  |
| 1.                           | "Baby, I'm Jealous" (com Doja Cat) | 2:55    |  |

| Download digital & streaming - Radio Edit |                                                 |         |  |
| N.º                                       | Título                                          | Duração |  |
| 1.                                        | "Baby, I'm Jealous (Radio Edit)" (com Doja Cat) | 2:55    |  |

| Download digital & streaming - Instrumental |                                    |         |  |
| N.º                                         | Título                             | Duração |  |
| 1.                                          | "Baby, I'm Jealous (Instrumental)" | 2:53    |  |

| Download digital & streaming - A Cappella |                                                 |         |  |
| N.º                                       | Título                                          | Duração |  |
| 1.                                        | "Baby, I'm Jealous (A Cappella)" (com Doja Cat) | 2:55    |  |

| Download digital & streaming - Natti Natasha Remix |                                                          |         |  |
| N.º                                                | Título                                                   | Duração |  |
| 1.                                                 | "Baby, I'm Jealous (Natti Natasha Remix)" (com Doja Cat) | 2:33    |  |

| Download digital & streaming - Stripped |                                |         |  |
| N.º                                     | Título                         | Duração |  |
| 1.                                      | "Baby, I'm Jealous (Stripped)" | 1:38    |  |

## Créditos e pessoal
Créditos adaptados do Tidal e YouTube.
Gestão
Publicado pela WMG e Warner Records — administrado por Kobalt (ASCAP) e Warner Chappell
Pessoal
- Bebe Rexha — artista principal, vocal principal, escritora
- Doja Cat — artista convidada, voz, escritora
- Jason Gill — produtor, escritor
- Jussifer — produtor, escritor
- Justin Tranter — escritor
- Pablo Bowman — escritor
- Jaycen Joshua — mixagem
- Colin Leonard — masterização

## Desepenho nas tabelas musicais
| País — Tabela musical (2020)                 | Melhor posição |
| -------------------------------------------- | -------------- |
| Canadá (Canadian Hot 100)                    | 60             |
| Canadá CHR/Top 40 (Billboard)                | 25             |
| Canadá Hot AC (Billboard)                    | 41             |
| Estados Unidos (Billboard Hot 100)           | 58             |
| Estados Unidos Adult Top 40 (Billboard)      | 27             |
| Estados Unidos Mainstream Top 40 (Billboard) | 21             |
| Grécia IFPI)                                 | 86             |
| Irlanda (IRMA)                               | 59             |
| Billboard Global 200                         | 56             |
| Nova Zelândia (Hot Singles – RMNZ)           | 4              |
| Portugal (AFP)                               | 175            |
| Reino Unido (UK Singles Chart)               | 86             |
| Roménia (Airplay 100)                        | 42             |

## Histórico de lançamento
| Região         | Data                   | Formato(s)                 | Versão                             | Gravadora(s) | Ref.                 |
| -------------- | ---------------------- | -------------------------- | ---------------------------------- | ------------ | -------------------- |
| Várias         | 8 de outubro de 2020   | Download digital streaming | Radio edit Instrumental A cappella | Warner       | [ 50 ] [ 51 ]        |
| Várias         | 9 de outubro de 2020   | Download digital streaming | Original                           | Warner       | [ 2 ] [ 52 ] [ 53 ]  |
| Austrália      | 9 de outubro de 2020   | Rádios mainstream          | TBA                                | Warner       | [ 54 ]               |
| Estados Unidos | 20 de outubro de 2020  | Rádios mainstream          | TBA                                | Warner       | [ 55 ]               |
| Estados Unidos | 9 de novembro de 2020  | Rádios hot AC              | TBA                                | Warner       | [ 56 ]               |
| Várias         | 27 de novembro de 2020 | Download digital streaming | Natti Natasha Remix                | Warner       | [ 20 ] [ 57 ]        |
| Várias         | 11 de dezembro de 2020 | Download digital streaming | Stripped                           | Warner       | [ 21 ] [ 22 ] [ 23 ] |